# دفنة نابولية
دفنة نابولية (الاسم العلمي:Daphne neapolitana) هي نوع هجين من النباتات تتبع جنس الدفنة من الفصيلة المثنانية.